# Bioparco
Bioparco – ogród zoologiczny położony na terenie Ogrodów Borghese w Rzymie.
Pomysł powstania ogrodu zoologicznego otwartego dla publiczności zrodził się w 1908. W 1909 rozpoczęto prace budowlane. W 1910 przywieziono zwierzęta z zoo w Hamburgu. Oficjalne otwarcie placówki miało miejsce 5 stycznia 1911. Pod naciskiem ekologów w 1998 zmieniono profil ogrodu, wprowadzając nową nazwę – biopark. Głównym zadaniem instytucji jest zachowanie zagrożonych gatunków. W ogrodzie hodowanych są 1144 osobniki z 222 gatunków. Sukcesem rzymskich zoologów był rozród żółwia egipskiego w 2007. W rzymskim Bioparco trzymane są m.in. żubry europejskie, waran z Komodo, żółw olbrzymi i lwy azjatyckie.